# Escola pluralista
A escola pluralista é uma escola de filosofia composta por Anaxágoras, Empédocles e Demócrito. O denominador comum nas posturas filosóficas, desses pensadores consiste em admitir que não há um princípio único que explique todo o universo. Existem vários princípios que, misturando-se, formam a multiplicidade das coisas existentes, daí a denominação "pluralista": 
- Empédocles: terra, água, fogo e ar;
- Anaxágoras: partículas minúsculas;
- Leucipo: elaborou teoria dos átomos ou atomismo;
- Demócrito: átomos.

A escola dos Atomistas foi iniciada por Leucipo (meados do século V a.C.), e supunha que a matéria seria constituída por átomos e vácuo. Tais átomos seriam indestrutíveis e imutáveis, enquanto as variações da matéria dependeriam de modos de agrupamento dos átomos (algo como nossas moléculas). Existiam também variações na forma, tamanho dos átomos, embora fossem todos constituídos por uma mesma substância.
Continuador da obra atomista de Leucipo, Demócrito de Abdera acreditava estarem os átomos em constante e violenta agitação, chocando-se constantemente uns com os outros, e transmitindo o movimento nesses choques. Os átomos maiores tenderiam a ficar em regiões mais baixas, constituindo a terra, enquanto os menores e mais leves constituiriam o ar. Do ponto de vista da cosmologia, os atomistas acreditavam que o espaço seria infinito, com um infinito número de mundos, produzidos por uma aglomeração de átomos que giram em vórtices ou redemoinhos, tendo esta ideia certa semelhança, portanto, com as galáxias que hoje conhecemos. Também fazia parte da doutrina de Demócrito uma crença profunda no determinismo da natureza, afirmando que "Por necessidade estão determinadas todas as coisas que foram, são e serão".
O atomismo foi posteriormente sistematizado e continuado em Roma por Lucrécio (98-55 a.C.), em sua obra De Natura Rerum (A Natureza das Coisas), onde a ideia de atomismo é também aplicada para a luz e o som. Do ponto de vista filosófico, o atomismo formulado na Antiguidade deixa pouca ou nenhuma margem para a intervenção divina, sendo posteriormente considerado heresia pela Igreja Católica durante a Idade Média. Devemos ter em mente que as bases de nosso atomismo, na estrutura da matéria e da luz, foram fundadas, portanto, durante a Antiguidade Clássica. Embora não tenham existido na Antiguidade elementos experimentais para comprovar ou desmentir esta peculiar teoria sobre a estrutura da matéria, ela serviu para lançar as bases de um atomismo que voltaria a surgir na Renascença, em particular a teoria cinética dos gases de Boyle e a teoria atomista da luz proposta por Descartes e por Newton.
O embate entre mobilismo e imobilismo (Heráclito X Parmênides) desafiou os filósofos posteriores aos Eleatas. Parmênides e seu discípulo Zenão, ambos da cidade de Eléia, usaram a lógica para confundir os defensores do mobilismo. Através do princípio de não contradição de Parmênides (o ser é, o não-ser não é) e dos paradoxos de Zenão sobre a impossibilidade do movimento, foi criado um impasse para explicar racionalmente toda mudança que ocorre na natureza. A conclusão dos filósofos de Eléia sobre a ocorrência do movimento era que este não passava de ilusão dos sentidos.
Como essa conclusão não era satisfatória, alguns filósofos tentaram dar uma explicação que desse conta tanto das observações sensíveis quanto das exigências lógicas dos eleatas. Esses pensadores propuseram a existência não só de um princípio (arché), mas vários. Daí o nome de pluralistas.
Anaxágoras (c. 500-428 a.C.) propôs que todas as coisas eram formadas de infinitos elementos iguais entre si (homeomerias).
Empédocles (c. 450 a.C.), por sua vez, formulou a doutrina dos 4 elementos, supondo que os seres têm sua origem na combinação de terra, água, fogo e ar. Os elementos seriam agregados pelo amor (philia) e desagregados pelo ódio (neikos).
Demócrito (460-370 a.C.) foi discípulo de Leucipo e aprofundou a doutrina do mestre propondo a existência de partículas indivisíveis (em grego: átomos) de que todas as coisas existentes são formadas. Demócrito fez com que o átomo correspondesse ao ser (imutável e eterno como queria Parmênides) e o vazio ao não-ser. É pelo vazio que os átomos poderiam mover-se, agregar-se e desagregar-se.